# Менует
Менует е стар френски народен танц в размер 3/4, в умерено темпо, който през 17 в. става придворен танц и до средата на 19 в. остава много популярен.
Като музикален жанр се среща при Йохан Себастиан Бах и Георг Фридрих Хендел, които го използват в сюити. Особено популярен менуетът става във Виенската класика: Йозеф Хайдн създава огромно число менуети, най-често като част на симфонии (там най-често като трета част), квартети и сонати. Много по-малко менуети има на Моцарт – 130 на брой. Бетховен развива менуета със скерцото.
По-късно менуетът се пренася в дворците. Темпото се забавя, движенията стават сдържани и плавни, добавят се поклони и реверанси. Голямата популярност на менуета го прави една от частите в старинната сюита.